# Ladislao Mazurkiewicz
Ladislao Mazurkiewicz Iglesias (Piriápolis, 14 de fevereiro de 1945 – Montevidéu, 2 de janeiro de 2013) foi um futebolista uruguaio, que atuou como goleiro. Jogou no Atlético Mineiro durante a década de 1970.
Filho de pais poloneses, até hoje é considerado um dos maiores goleiros da história, e o maior da posição na Seleção Uruguaia de Futebol, também tendo feito história no Peñarol. Às vésperas da Copa do Mundo de 1970, era considerado o melhor goleiro do mundo.
Disputou 3 Copas do Mundo (1966, 1970 e 1974), e é mais lembrado como o protagonista de um dos maiores lances da historia do futebol, na Copa do Mundo de 1970, onde sofreu um drible sensacional de Pelé, que acabou chutando para fora. Em outro lance do mesmo jogo, cobrou mal um tiro de meta que o mesmo Pelé emendou de bate-pronto, mas recuperou-se a tempo e fez boa defesa.
Faleceu num hospital em Montevidéu na madrugada de 2 de janeiro de 2013, devido a problemas respiratórios e renais 

## Títulos
Peñarol
- Copa Libertadores da América: 1966
- Copa Intercontinental: 1966
- Recopa dos Campeões Intercontinentais: 1969
- Campeonato Uruguaio: 1965, 1967, 1968, 1981

Seleção Uruguaia
- Campeonato Sul-Americano Sub-20: 1964
- Copa América: 1967